# Louis Henry Antoine
Louis Henry Antoine, né à Lunéville le 23 octobre 1820 et mort à Amiens le 22 janvier 1900, est un architecte français.

## Réalisations notables
La liste suivante est la liste des réalisations notables de Louis Henry Antoine.
- 1849 : église néoclassique église Saint-Médard de Longueau, détruite en 1940,  Inscrit MH[4].
- 1854-1860 : église Saint-Martin de Baizieux.
- 1858-1864 : église Saint-Pierre d'Étinehem, Étinehem-Méricourt.
- 1856-1869 : cimetière Saint-Riquier, Dreuil-lès-Amiens,  Inscrit MH[5].
- 1868 : Église Saint-Honoré, Cagny,  Inscrit MH[6].
- 1855-1877 : réfection de l’ancienne église paroissiale Saint-Germain-l'Ecossais, actuellement centre culturel, Amiens,  Inscrit MH[7].
- 1869-1874 : église Saint-Martin dans le nouveau quartier Henriville, Amiens,  Inscrit MH[8].
- 1876 : sacristie et presbytère de l’église paroissiale de la Nativité-de-la-Vierge, Saveuse  Inscrit MH[9].
- 1878-1881 : église Saint Roch, Amiens,  Inscrit MH[10].
- 1887-1890 : église Saint-Jean-Baptiste, Amiens,  Inscrit MH[11].